# مصفوفة متساوية الأقطار

تشكيل متطابق يوضح المصفوفة متطابقة الأقطار بالأبعد 5x5

المصفوفة متساوية أو متطابقة الأقطار (بالإنجليزية: persymmetric matrix)‏ في الرياضيات هي مصفوفة مربعة يتطابق فيها القطر مع القطر المعاكس المرادف له.

## تعريف
تُعرف الممصفوفة المربعة على الحقل {\displaystyle K} بالمصفوفة متطابقة الأقطار، عند تحقق الآتي فيما يتعلق بعناصرها:
{\displaystyle a_{i,j}=a_{n-j+1,n-i+1}}. ولهذا لا تتغير عناصر هذه المصفوفة إذا تم عكسها حول قطرها المعاكس.

## أمثلة
مثال على مصفوفة حقيقية الأعداد ذات البعد {\displaystyle } على سبيل المثال،
{\displaystyle A={\begin{pmatrix}1&2&3\\2&3&2\\3&2&1\end{pmatrix}}}
بشكل عام، للمصفوفات المتطابقة قطريا بعد قدره {\displaystyle } كما في الشكل الآتي ولكنه ليس محصوراً به فقط:
{\displaystyle A={\begin{pmatrix}a&b&c\\d&e&b\\f&d&a\end{pmatrix}}}
بحيث أن {\displaystyle a,b,c,d,e,f\in K}.

## خصائص

### التماثلات
باستخدام المصفوفة التبديلية {\displaystyle } 
{\displaystyle J=(\delta _{i,n-j+1})_{ij}={\begin{pmatrix}0&&1\\&\scriptstyle \cdot ^{\,\scriptstyle \cdot ^{\,\scriptstyle \cdot }}&\\1&&0\end{pmatrix}}}
يمكن وصف المصفوفة المتطابقة قطريا بشكل مختصر كالآتي:
{\displaystyle JA=A^{T}J}
على سبيل المثال، مصفوفة توبليتز تعتبر متطابقة قطريا، حيث أن عناصرها على الأقطار(القطر الرئيسي والأقطار الجانبية) ثابتة ولها نفس القيمة. نفس الأمر ينطبق على المصفوفة الدورية من حيث تساوي عناصر أقطارها وما يميزها عن مصفوفة توبليتز هو تكرار الأقطار بشكل دوري فقط.

### الجمع والضرب
عملية الجمع لمصفوفتين متساويتي الأقطار {\displaystyle A+B} يُنتج بدوره مصفوفة ذات اقطار متساوية أيضا، وكذلك أيضا لو تم ضرب مصفوفة منهما بعدد ثابت. هي أيضا متساوية الاقطار.
ضرب المصفوفتين ذوات الأقطار المتساوية {\displaystyle A\cdot B} ينتج بدوره مصفوفة متساوية الأقطار فقط إن كانت المصفوفتان تبادلايتان:
{\displaystyle JAB=A^{T}JB=A^{T}B^{T}J=(BA)^{T}J}

### معكوس المصفوفة
بالنسبة لمعكوس المصفوفة ذات الأقطار المتساوية {\displaystyle } (طالما وُجدت) تُعطى كالآتي:
{\displaystyle JA^{-1}=(AJ)^{-1}=(JA^{T})^{-1}=A^{-T}J}.
حيث أن معكوس المصفوفة متساوية الأقطار يُعطي أيضا مصفوفة متساوية الأقطار.